# Chemins de fer coréens d'État
Le Chemin de fer coréen d'État, (hangeul : 조선민주주의인민공화국 철도성 ; MR : Chosŏn Minjujuŭi Inmin Konghwaguk Ch'ŏldosŏng ; litt. « ministère des Chemins de fer de la république populaire démocratique de Corée ») est l'entreprise ferroviaire nationale de Corée du Nord.

## Histoire

### Guerre de Corée
Pendant la guerre de Corée, l'entreprise reçoit du matériel fourni par d'autres entreprises du bloc de l'Est.

### Années 2000
En 2007, des liaisons sont misent en place avec la Corée du Sud.

### Années 2020
En 2022, une liaison est ouverte entre la Corée du Nord et la Chine.

## Galerie

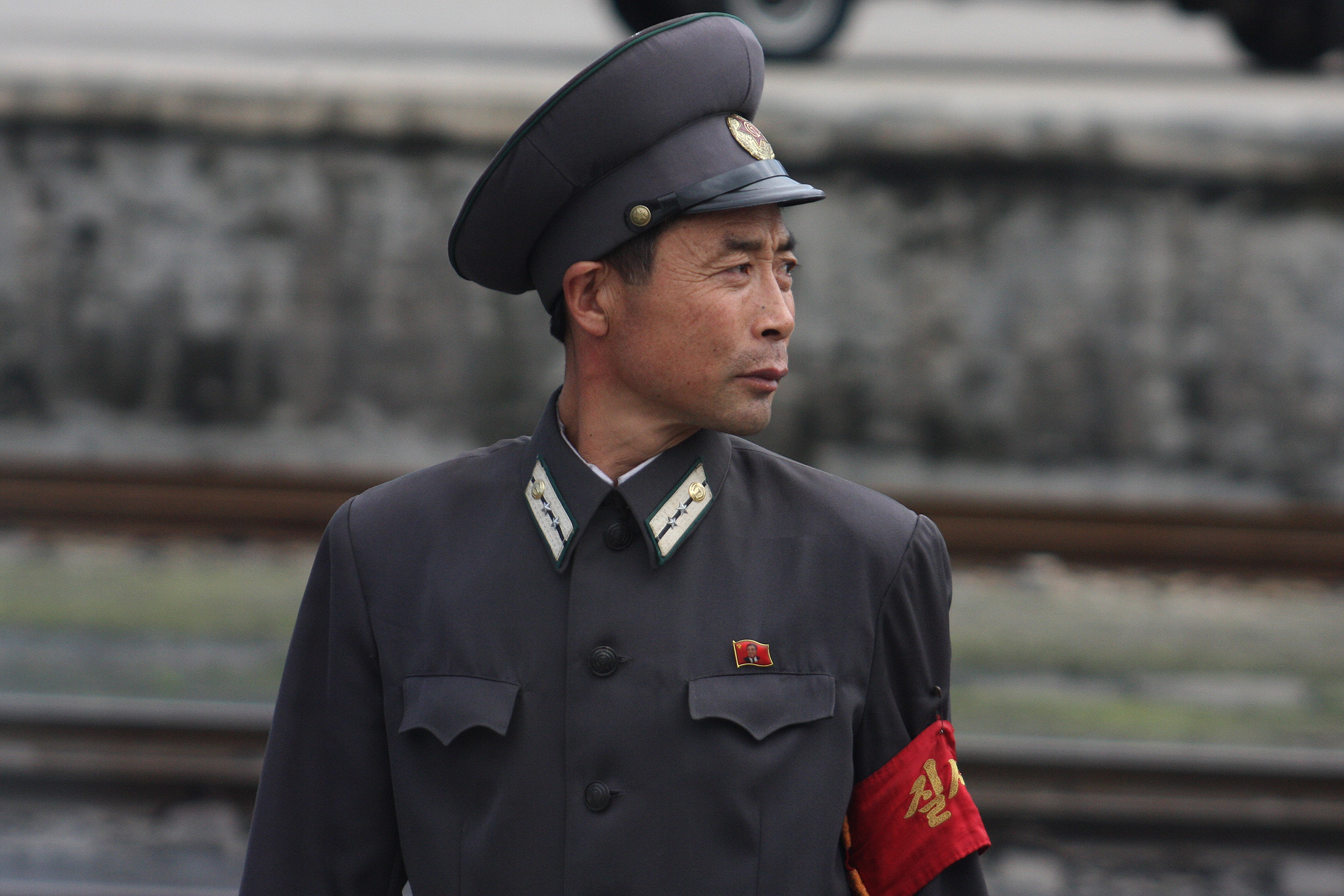
Répartiteur de trains nord-coréens.
Barrette de décoration de l'ordre d'honneur du service des chemins de fer 1re classe.
Barrette de décoration de l'ordre d'honneur du service des chemins de fer 2e classe.
Barrette de décoration de l'ordre d'honneur du service des chemins de fer 3e classe.
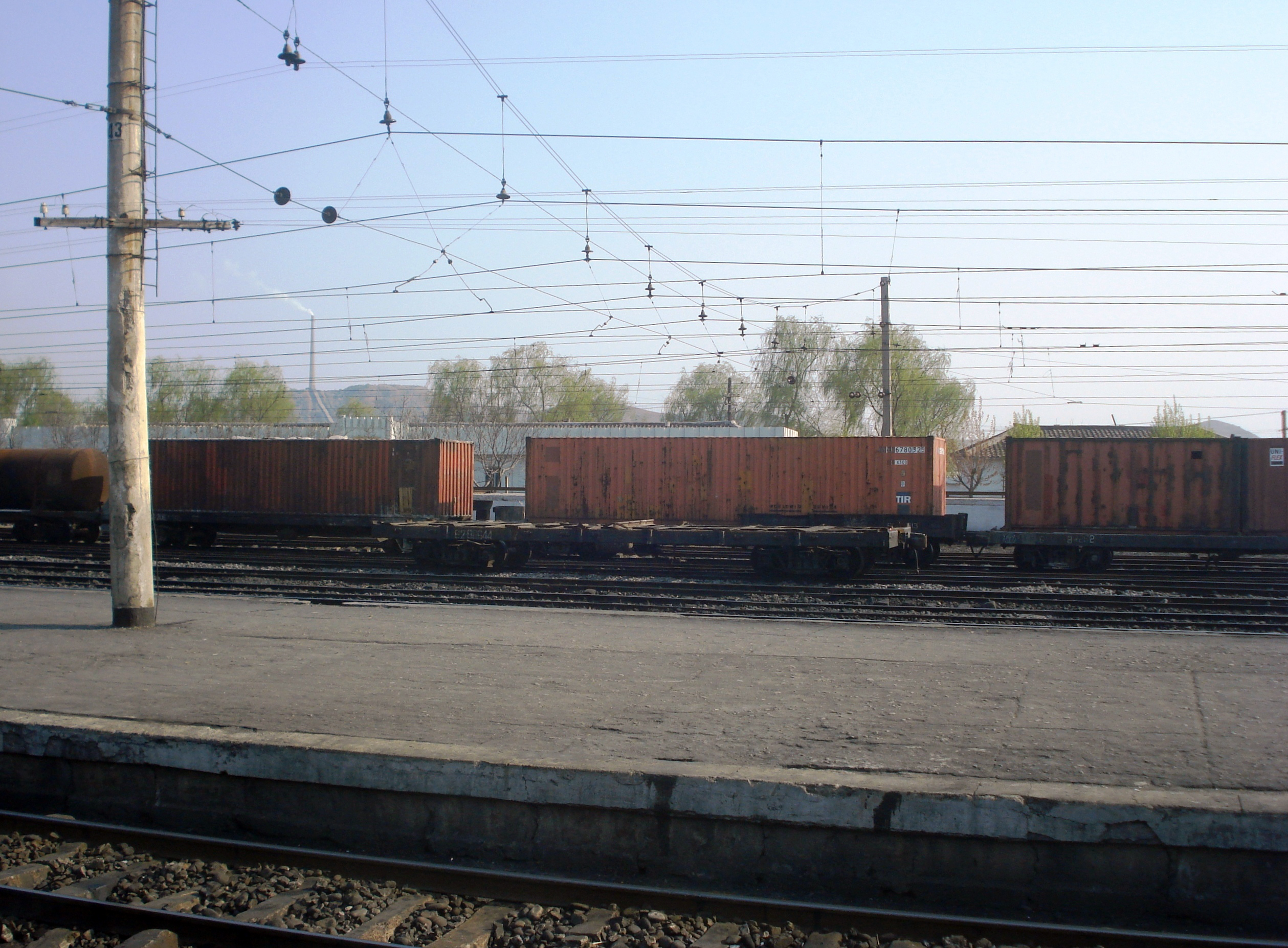
Photo de lignes ferroviaires nord-coréennes électrifiées.
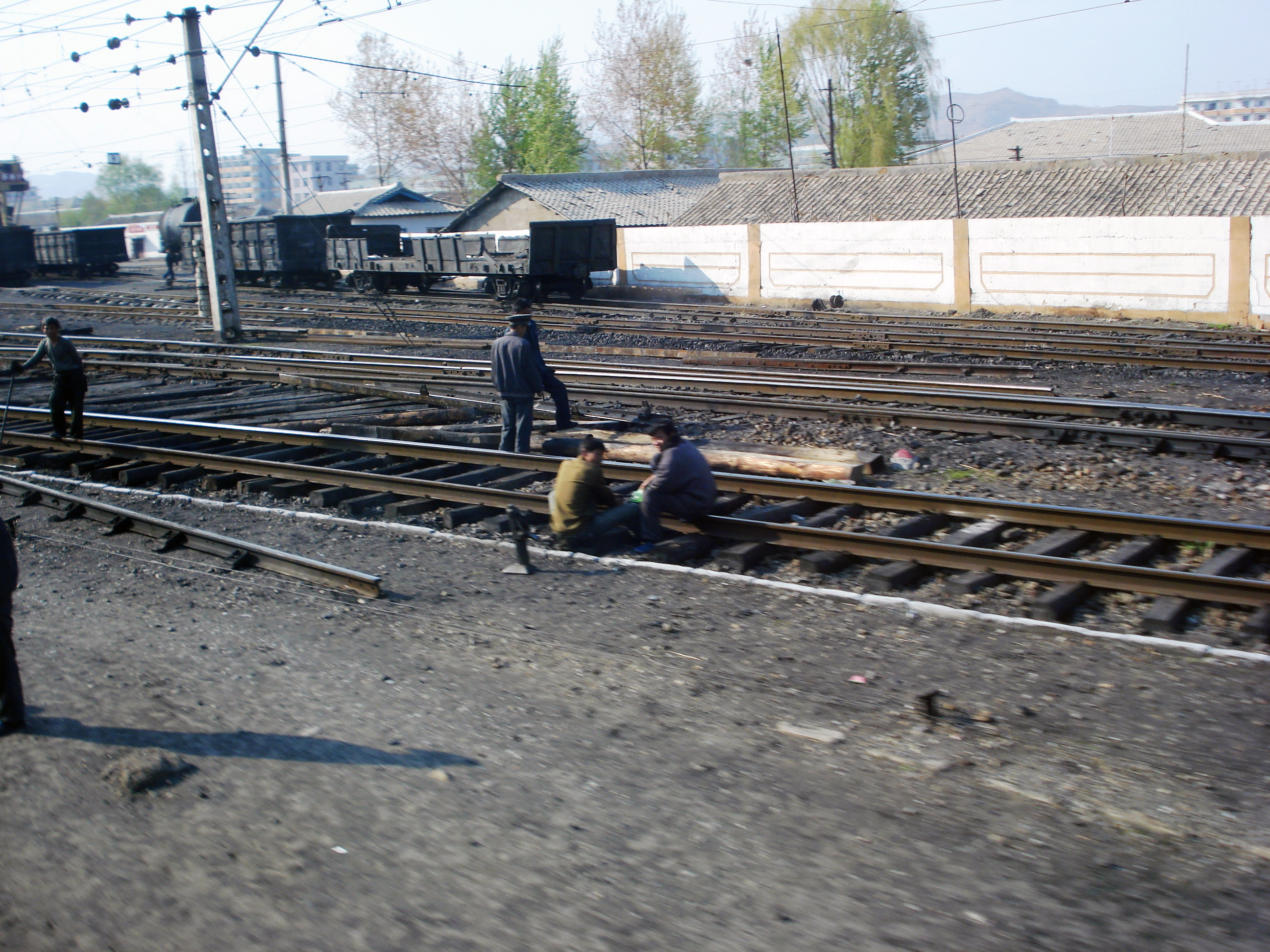
Ouvriers travaillant sur une ligne ferroviaire nord-coréenne.
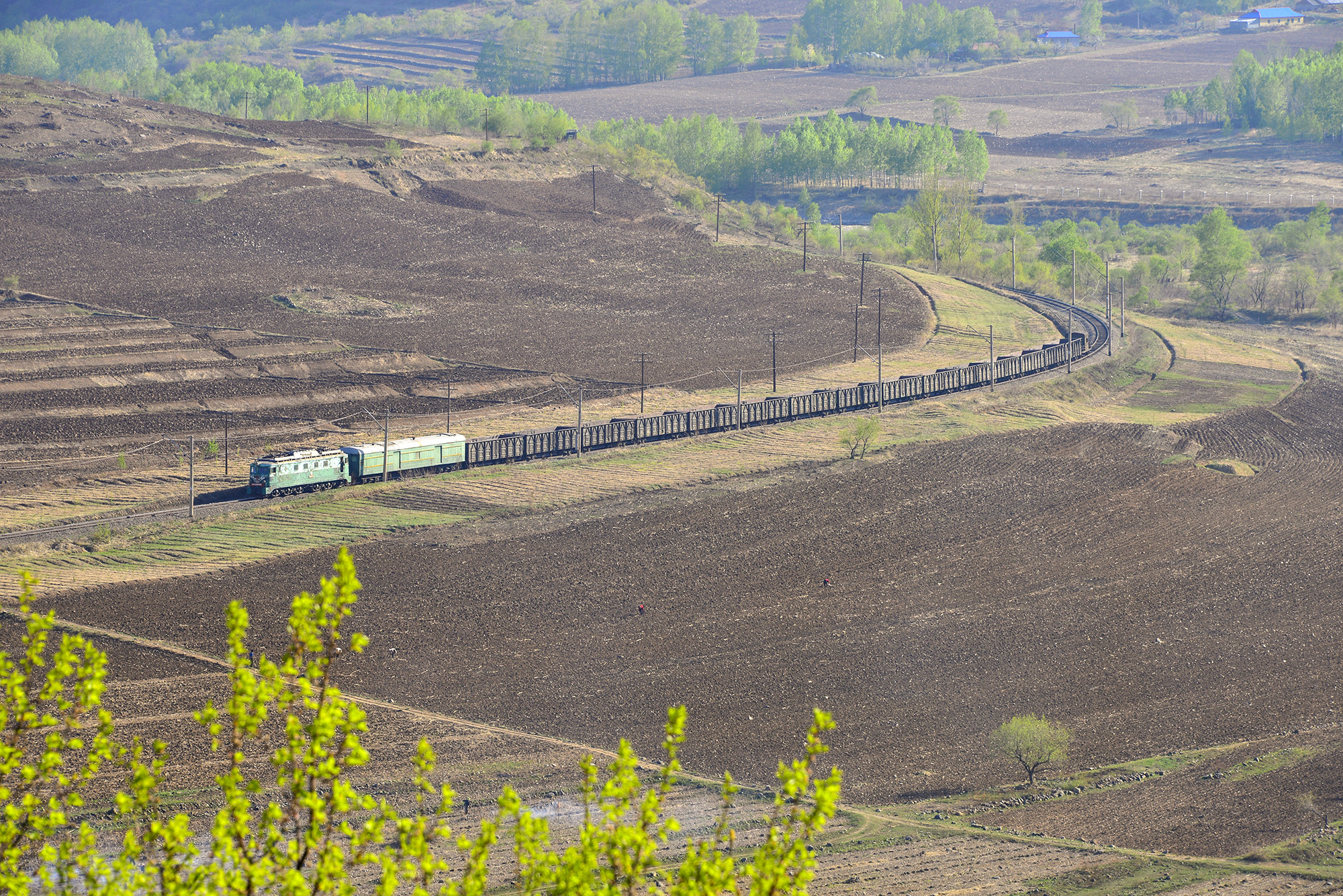
Train nord-coréen sur une ligne ferroviaire près de la frontière chinoise.